# حسن النية
حُسن النية في التعاملات البشرية هو إبرام النية الصادقة على التصرف والتعامل بصدق وأمانة وإخلاص بغض النظر عن عاقبة هذا التصرف. يعد مفهوم حسن النية من أساسيات التعامل في مختلف جوانب الحياة اليومية.
الكلمة اللاتينية المقابلة لحسن النية هي bona fides؛ ولا تزال تستخدم ضمن هذا السياق في اللغات الأوروبية.

## اقرأ أيضاً
- نية
- تقييم حسن النية